# Заполички (Верхнеднепровский район)
Заполички (укр. Заполички) — село,
Анновский сельский совет,
Верхнеднепровский район,
Днепропетровская область,
Украина.
Код КОАТУУ — 1221081003. Население по переписи 2001 года составляло 309 человек.

## Географическое положение
Село Заполички на юге примыкает к селу Поповка, на севере на расстоянии в 0,5 км расположено село Ивашково.
Село вытянуто на 9 км.
Рядом проходит автомобильная дорога Н-08.